# جان لزلی هاردی
جان لزلی هاردی (انگلیسی: John Hardie; ۲۰ مارس ۱۸۸۲ – ۲۱ ژوئیهٔ ۱۹۵۶) فرد نظامی اهل استرالیا بود. وی همچنین برندهٔ جوایزی همچون نشان امپراتوری بریتانیا شده‌است.